# Смородинка (приток Межевой Утки)
Смородинка  — река на Среднем Урале, приток Межевой Утки. Протекает по землям муниципального образования «город Нижний Тагил» (истоки) и Горноуральского городского округа (устье) Свердловской области. Впадает в Межевую Утку (Смородинское водохранилище) в 0,4 км от плотины.

## География
Смородинка начинается в понижении между горами Красный Столб и Пученя на востоке и Вахромиха на западе. Река от истока течёт на юго-запад и затем на юг, принимая в себя ряд мелких притоков. Впадает в Межевую Утку, образуя в месте впадения рукав на Смородинском водохранилище.